# 梁成恩
梁成恩，MBS（1976年11月16日—2001年3月14日），香港警務處軍裝巡邏小隊殉職警員，編號34345，未婚，殉職時其未婚妻孕有遺腹子。梁成恩畢業於荃灣聖芳濟中學，於1996年投考加入香港警務處，成為警員，隸屬於梨木樹分區軍裝巡邏小隊第3小隊，於2001年執行任務時殉職。

## 警隊最高榮譽喪禮
2001年3月26日，警隊於紅磡世界殯儀館為梁成恩舉行警隊最高榮譽喪禮。各政府部門高級人員、商界領袖及社會人士致送的花圈擺滿了整個靈堂。出席喪禮人數逾400人，包括時任行政長官董建華、時任政務司司長陳方安生、時任財政司司長曾蔭權、時任律政司司長梁愛詩、時任立法會主席范徐麗泰、時任保安局局長葉劉淑儀、時任警務處處長曾蔭培以及警隊高層人員。
梁成恩的靈柩被蓋上中華人民共和國國旗，由他生前駐守的梨木樹分區同袍扶靈，送往和合石浩園安葬，期間伴有香港警察樂隊奏響哀樂。
2002年10月12日梁成恩獲追頒銀英勇勳章，由其任職於懲教署的胞弟梁成柏代領，以表揚他在執行職務時英勇的表現。梁成恩遺體永久安葬浩園，時而其年僅24歲。

## 獲頒榮譽
- （2002年）銀英勇勳章（追授，由其任職於懲教署的胞弟梁成柏代領）

## 遺屬
梁成恩的未婚妻張玲芝，1980年11月22日出生，仍在求學，曾經因此患上了躁鬱症，需要進入醫院接受治療。2001年10月，張玲芝誕下麟兒（梁凱軒），其後完成香港教育學院課程後，於中華基督教會基華小學任職教師至2015年。
於2011年東北地方太平洋近海地震發生逾一週後，張玲芝主動聯絡傳媒，表示讀報後有感而發，希望向下一代分享正確的價值觀，惟於訪問過程當中，均不願提及其家人和當年轟動一時的徐步高槍擊案。
2011年11月16日，梁成恩35歲生忌，家人帶同其遺腹子梁凱軒一同到浩園拜祭，其子考獲全級第一以慰父靈。

## 外部連結
- 「警隊沉痛哀悼 遇害殉職同袍」 （页面存档备份，存于）《警聲》第699期，2001年3月21日
- 「向梁成恩最後致敬」 （页面存档备份，存于）《警聲》第700期，2001年4月4日
- 「梁成恩事件簿」《成報》，2005年3月28日